# Castelo de Amer
O Castelo de la Punta de Amer (espanhol:Castillo de la Punta de Amer) é uma fortificação do século XVII localizada em Sant Lorenzo des Cardessar, na ilha de Maiorca. A estrutura de arenito foi construída no final do século XVII e agora é um local protegido.